# Christian Escoudé
Christian Escoudé (Angoulême, 1947. szeptember 23. – 2024. május 13.) francia dzsesszgitáros.

## Pályafutása
Apja nyomdokaiba lépve kezdett gitározni. 1972-ben, már tizenöt évesen tagja lett az Aldo Romano triónak, majd az 1980-as években megalapították sikeres kvartettjüket John Lewis-szal, 1992-ben pedig már a Gipsy Trió tagja volt. Egy ideig együtt játszott Philip Catherine-nel is. Több lemezfelvételt készített mind Franciaországban, mind az Amerikai Egyesült Államokban.

## Diszkográfia
- Reunion (Musica, 1976)
- Les 4 Éléments with Jean-Charles Capon (Musica, 1976)
- Christian Escoude & Alby Cullaz (Red, 1979)
- Return (Red, 1979)
- Gitane with Charlie Haden (All Life, 1979)
- Gousti with Jean-Charles Capon (All Life, 1980)
- Gipsy's Morning (JMS, 1981)
- Trio (JMS, 1983)
- Christian Escoude Group Featuring Toots Thielemans (JMS, 1983)
- Three of a Kind (JMS, 1985)
- Gipsy Waltz (Mercury, 1989)
- Plays Django Reinhardt (EmArcy/Gitanes, 1991)
- Holidays (EmArcy/Gitanes, 1993)
- In L.A. (Verve/Gitanes, 1993)
- Cookin' in Hell's Kitchen (Verve/Gitanes, 1995)
- At Duc Des Lombards (Verve, 1997)
- A Suite for Gypsies (EmArcy/Gitanes, 1998)
- Charentes (Elabeth, 2001)
- Paris Ma Muse (Fremeaux, 2001)
- Ma Ya. Ya (Nocturne, 2005)
- 20 Ans De Trio Gitan: Live in Marciac (Nocturne, 2007)
- Le Nouveau Trio Gitan (Nocture, 2007)
- Catalogne (Plus Loin, 2010)
- Au Bois de Mon Coeur (Universal/EmArcy, 2011)
- Saint-Germain-Des-Pres/The Music of John Lewis (Universal, 2013)